# Girônimo Zanandréa
Girônimo Zanandréa (ur. 9 czerwca 1936 w São Valentim, zm. 3 listopada 2019 w Erechim) – brazylijski duchowny rzymskokatolicki, w latach 1994-2012 biskup Erexim.

## Życiorys
Święcenia kapłańskie przyjął 3 lipca 1964. 16 listopada 1987 został prekonizowany koadiutorem diecezji Erexim. Sakrę biskupią otrzymał 17 stycznia 1988. 26 stycznia 1994 objął urząd ordynariusza. 6 czerwca 2012 przeszedł na emeryturę.